# City of Playford
City of Playford is een Local Government Area (LGA) in de Australische deelstaat Zuid-Australië.